# Осталув (Мазовецьке воєводство)
Осталув (пол. Ostałów) — село в Польщі, у гміні Хлевіська Шидловецького повіту Мазовецького воєводства.
Населення — 321 особа (2011).
У 1975-1998 роках село належало до Радомського воєводства.

## Демографія
Демографічна структура станом на 31 березня 2011 року:
|          | Загалом | Допрацездатний вік | Працездатний вік | Постпрацездатний вік |
| -------- | ------- | ------------------ | ---------------- | -------------------- |
| Чоловіки | 168     | 22                 | 122              | 24                   |
| Жінки    | 153     | 25                 | 92               | 36                   |
| Разом    | 321     | 47                 | 214              | 60                   |